# Hadar (Nebraska)
Hadar je selo u američkoj saveznoj državi Nebraska. Prema popisu stanovništva iz 2010. u njemu je živjelo 293 stanovnika.